# 산악엽병

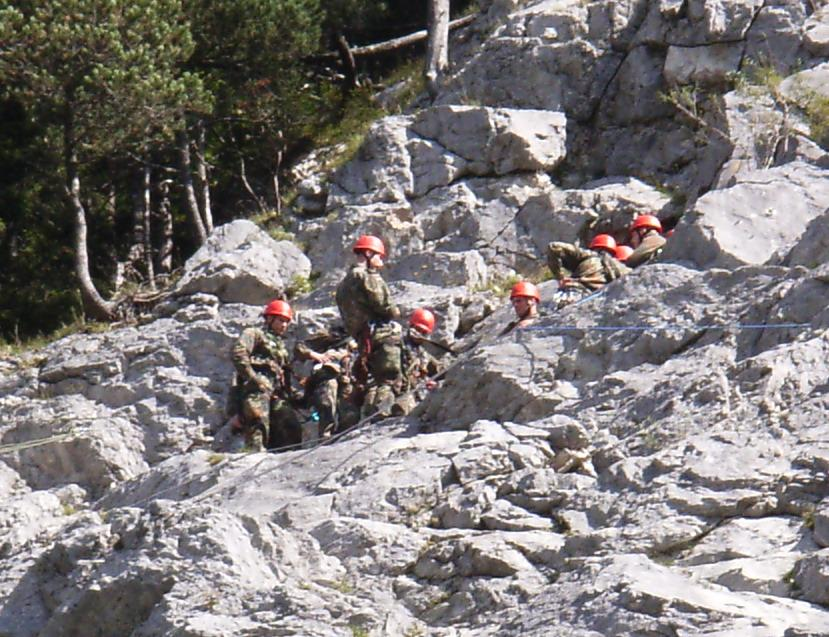
훈련 중인 독일 산악엽병들.

산악엽병(독일어: Gebirgsjäger 게비르크스예거[ɡəˈbɪʁksˌjɛːɡɐ][*])은 독일 및 오스트리아의 산악전 전문 경보병이다.
오스트리아의 산악엽병은 오헝 제국 시절의 3개 Landesschützen 연대에 그 기원을 둔다. 독일은 제1차 세계 대전 때부터 산악군단을 운용했다. 독일과 오스트리아 모두 산악엽병은 에델바이스를 인식표로 사용했다. 공수부대인 강하엽병과 함께 독일계 엽병류 병종 중에서도 정예로 평가받았다.

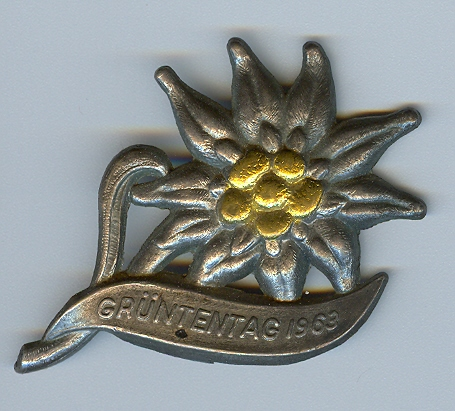
에델바이스 배지.

## 같이 보기
- 산악병대장
- 엽병
- 튀르키예 육군